# 24-metilenesterolo C-metiltransferasi
La 24-metilenesterolo C-metiltransferasi è un enzima appartenente alla classe delle transferasi, che catalizza la seguente reazione:
S-adenosil-L-metionina + 24-metilenelofenolo ⇄ S-adenosil-L-omocisteina + (Z)-24-etilidenelofenolo
Questo enzima catalizza la seconda fase di metilazione della biosintesi dello sterolo nelle piante, avviata dalla cicloartenolo 24-C-metiltransferasi (numero EC 2.1.1.142).